# Pacific Airlines
Jetstar Pacific Airlines è una compagnia aerea vietnamita a basso costo con base nell'Aeroporto Internazionale Tan Son Nhat. È stata fondata nel 1999 ed ha iniziato i voli di linea nell'ottobre 1999.
Si tratta della terza compagnia aerea privata del Vietnam, dopo la Indochina Airlines (fallita nel 2009) e la Air Mekong.
La flotta Jetstar Pacific Airlines, nel 2015, è composta da otto Airbus A320 dotati di novanta posti fra classe economica e business, affittati dalla statunitense SkyWest Leasing.